# Vrelo (Cazin)
Vrelo falu Bosznia-Hercegovinában, a Bosznia-hercegovinai Föderáció Una-Szanai kantonjában.

## Fekvése
Bosznia-Hercegovina északnyugati részén, Bihácstól légvonalban 12, közúton 24 km-re északra, Cazin központjától légvonalban 6, közúton 10 km-re délnyugatra fekvő erdős, dombos területen fekszik. Házai többnyire a falut átszelő utak mentén, nagyobb házcsoportokban helyezkednek el.

## Népessége
| Nemzetiségi csoport | Népesség 1991 | Népesség 2013 |
| ------------------- | ------------- | ------------- |
| Szerb               | 126           | 0             |
| Bosnyák             | 143           | 215           |
| Horvát              | 0             | 1             |
| Jugoszláv           | 0             | 0             |
| Egyéb               | 0             | 4             |
| Összesen            | 269           | 220           |

## Nevezetességei
Urunk mennybemenetele tiszteletére szentelt ortodox templomának romja.